# Lekythos

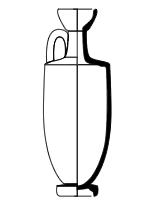
Attische Standardlekythos

Die Lekythos (altgriechisch Λήκυθος lḗkythos, Plural Ληκύθοι lekýthoi, Lekythen) ist ein griechisches Gefäß zur Aufbewahrung von Olivenöl von unterschiedlicher Größe und Form mit enger Mündung und einem Henkel.
Lekythen wurden allgemein als kleine Ölgefäße im profanen Bereich verwendet, etwa Bauchlekythen als Toilettengefäße von Frauen oder Lekythen für das Öl zur Reinigung in der Palästra der Männer.
Insbesondere werden als Lekythen jedoch attische Gefäße des 6. und 5. Jahrhunderts v. Chr. bezeichnet, die Spenden von Duftöl enthielten und als Grabgaben dienten. Lekythen wurden häufig bemalt, zunächst schwarzfigurig (ca. 590 v. Chr. bis 480 v. Chr.), dann rotfigurig (seit um 530 v. Chr.) und vor allem weißgrundig; die weißgrundigen Lekythen wurden ausschließlich für den Grabgebrauch gefertigt. Die Lekythen nahmen im Laufe des 5. Jahrhunderts an Größe immer mehr zu; um Öl zu sparen, erhielten sie Spareinsätze. Kurz vor 400 v. Chr. entstanden sehr große Lekythen aus Ton (etwa die Gruppe der Huge Lekythoi), die wohl auf den Gräbern aufgestellt wurden, im 4. Jahrhundert sind dann massive Marmorlekythen als Grabdenkmäler in den Nekropolen Athens üblich, auch Grabreliefs mit Lekythendarstellungen kommen nun vor.

## Typen
Die Lekythen können nach der Form in verschiedene Typen unterteilt werden:
- Deianeira-Lekythen (seit dem frühen 6. Jahrhundert v. Chr.)
- Schulterlekythen (seit der Mitte des 6. Jahrhunderts v. Chr.)
- Standardlekythen: zylinderförmig mit flacher Schulter (seit dem letzten Drittel des 6. Jahrhunderts v. Chr., dominant im 5. Jahrhundert v. Chr.)
- Bauchlekythen (Squat lekythoi) (seit dem späten 5. Jahrhundert v. Chr.)
- Eichellekythen (englisch Acorn lekythoi)

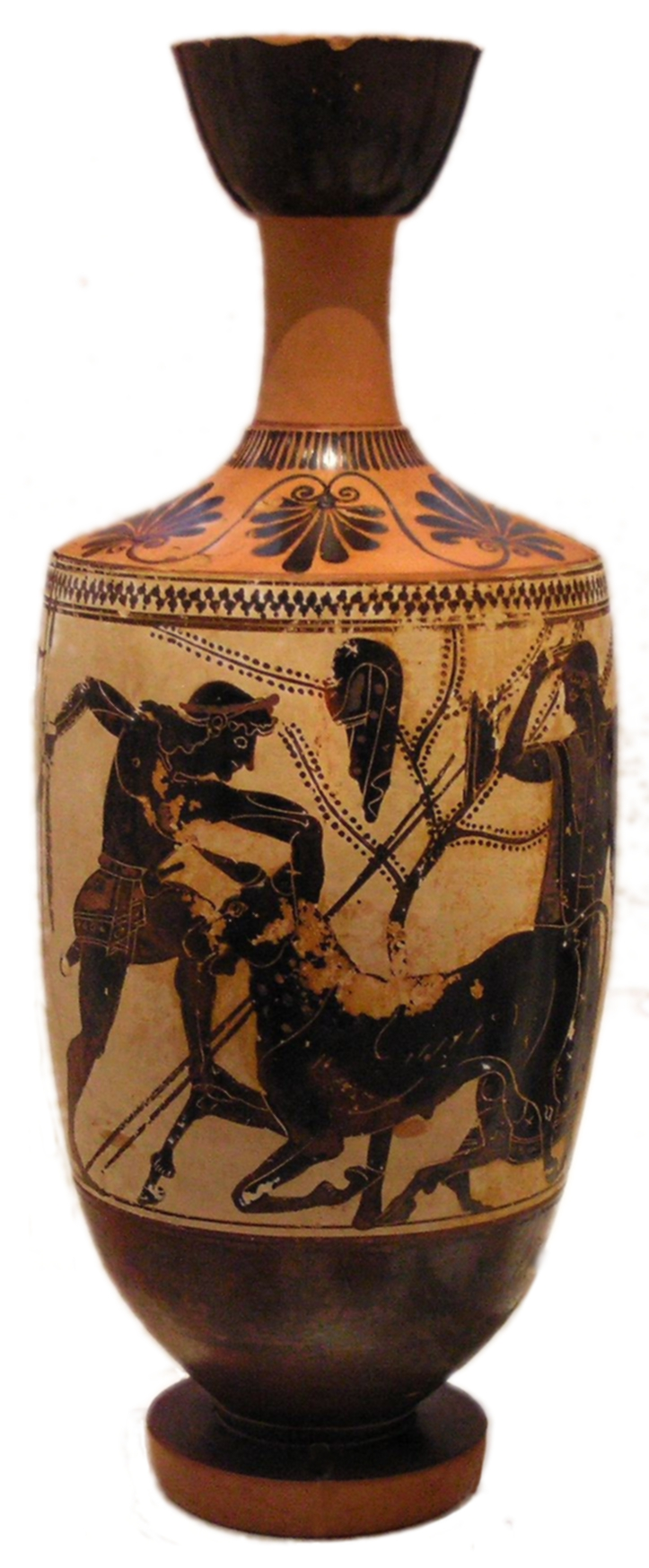
Schwarzfigurige Lekythos, Athen, Nationalmuseum 1124
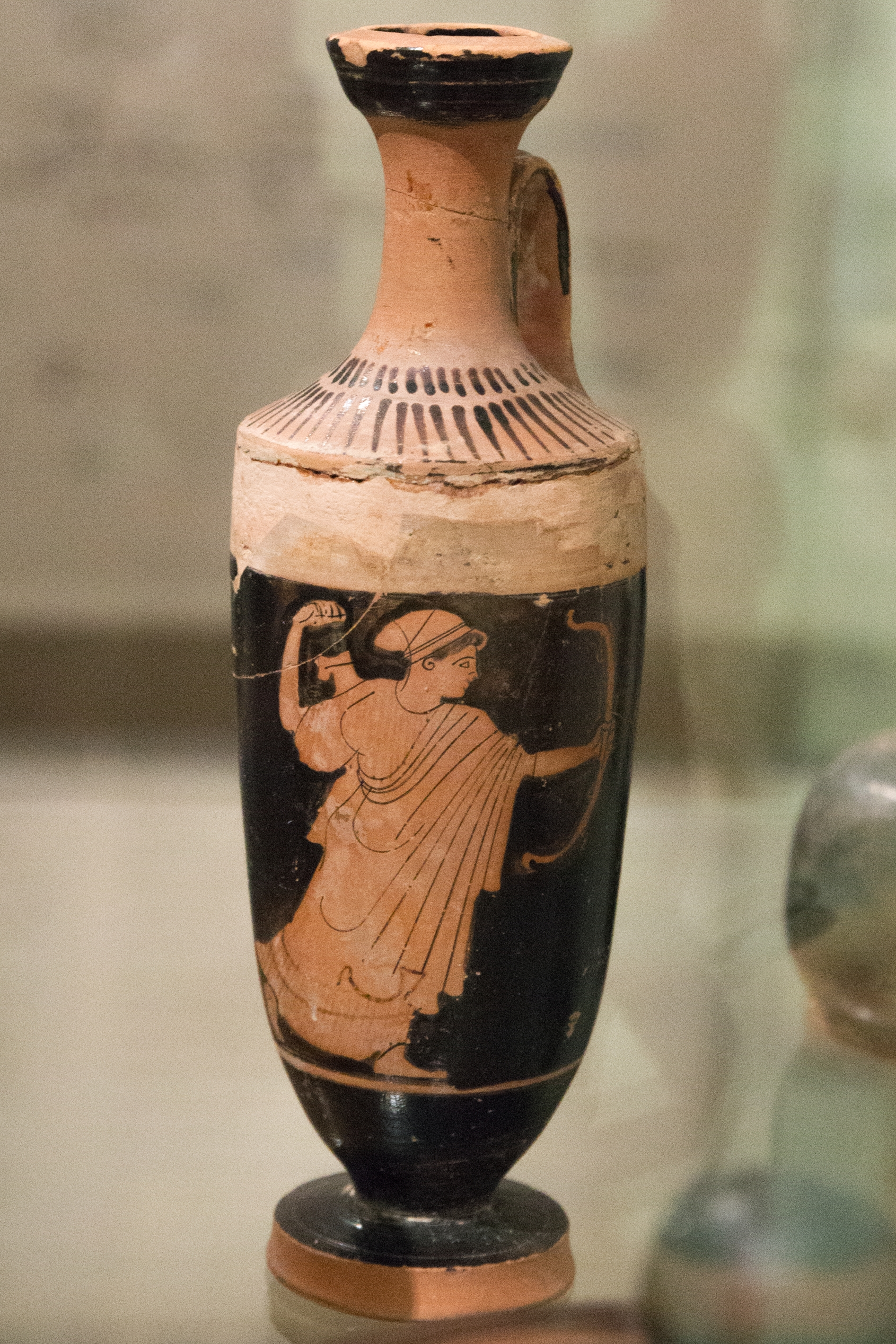
Rotfigurige Lekythos, Prag, Nationalmuseum HM 10 767
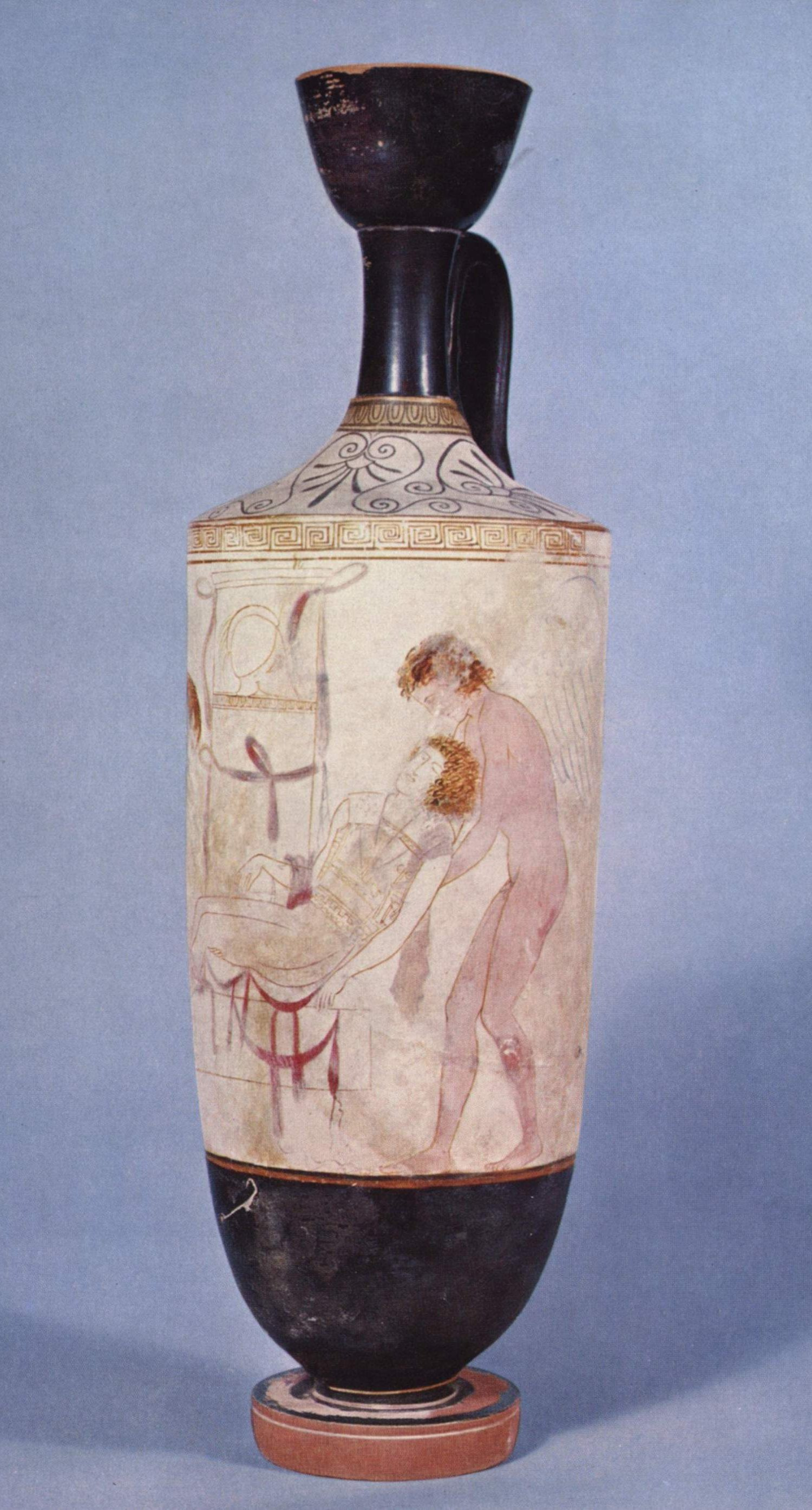
Weißgrundige Lekythos, London, British Museum D 56
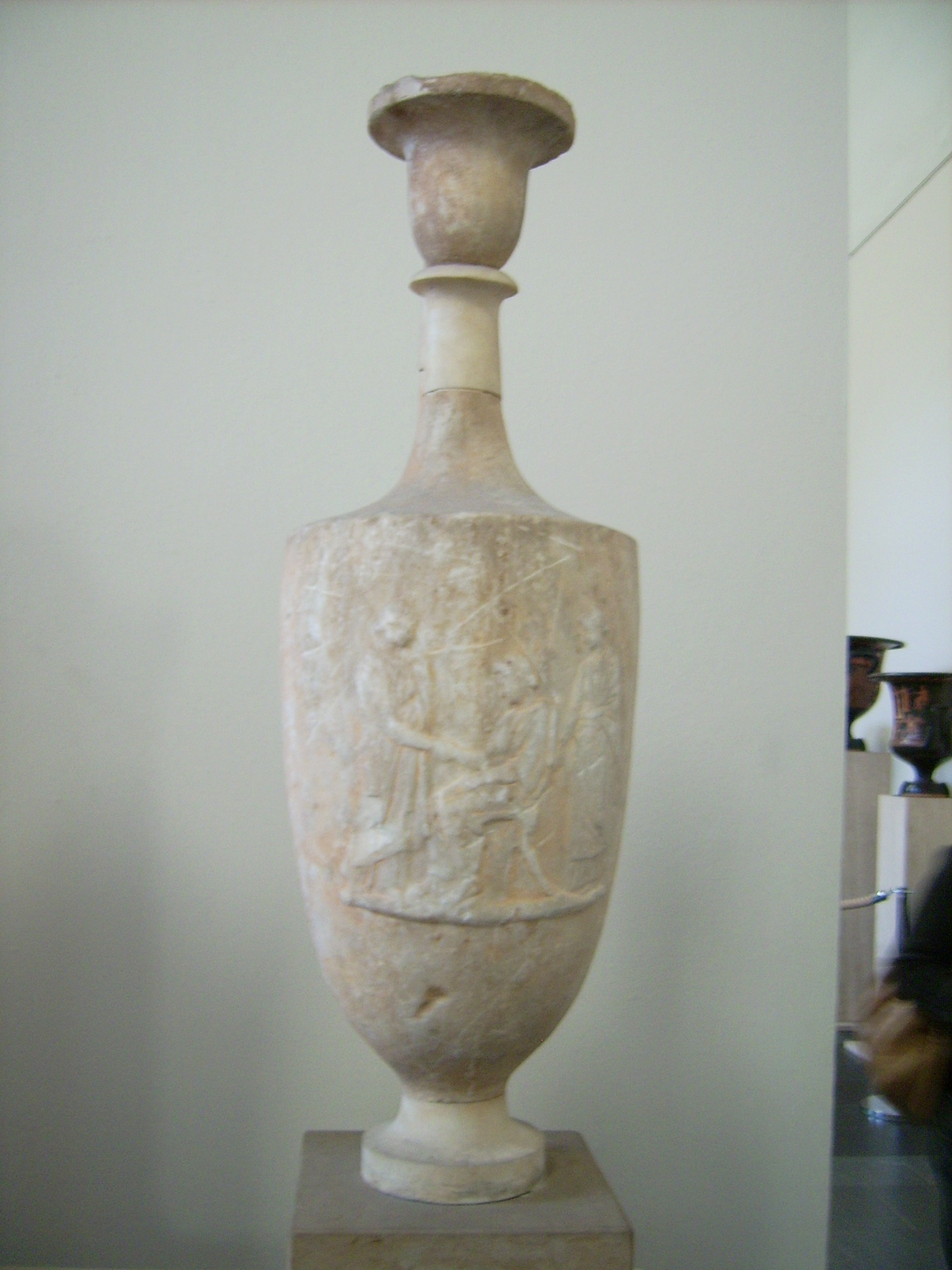
Marmorlekythos, Berlin, Antikensammlung
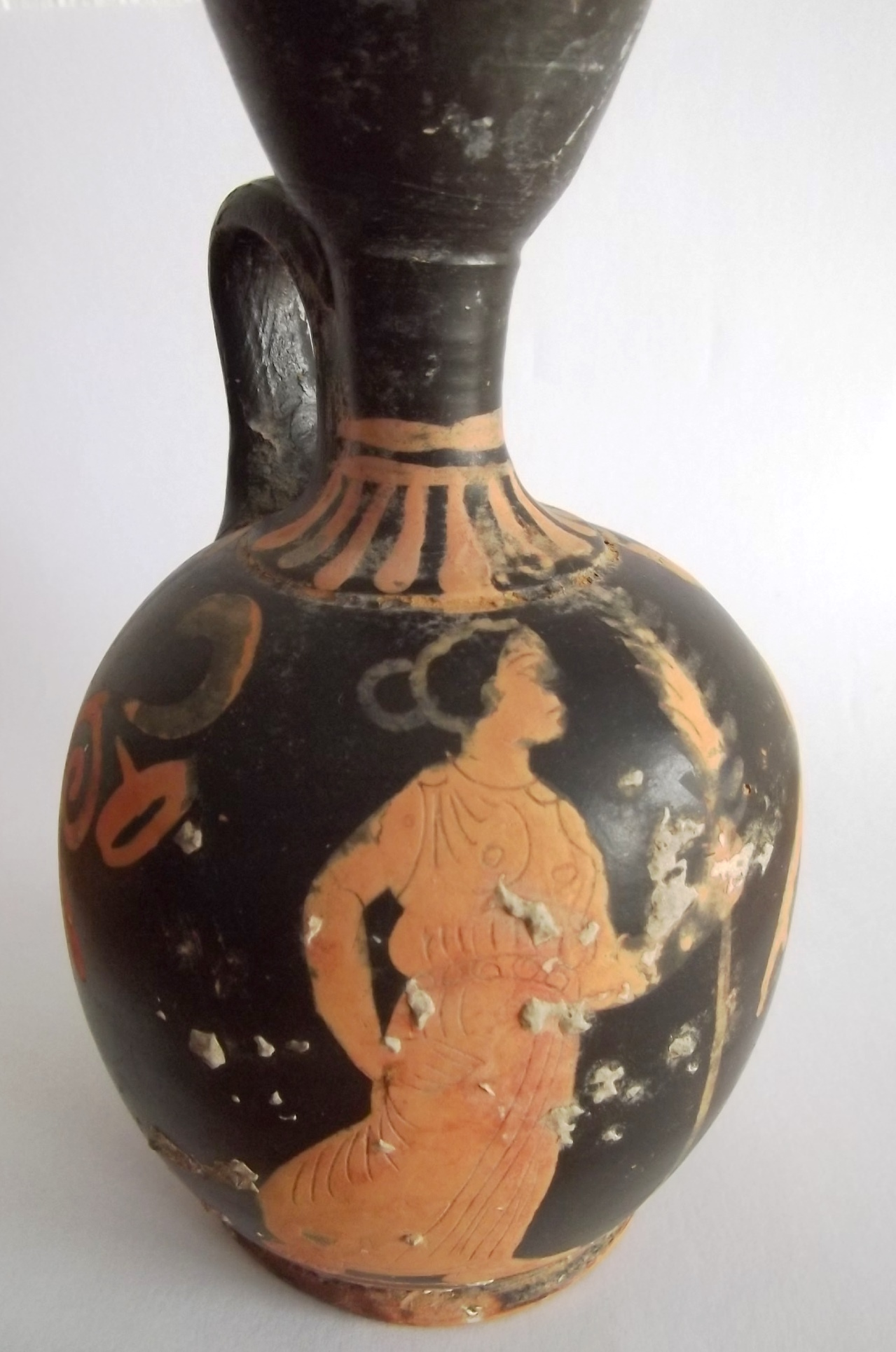
Bauchlekythos, rotfigurig, 4.–3. Jahrhundert, Süditalien, Frau mit Ähre, Privatsammlung